# Halfords
Halfords Group plc is een winkelketen voor fiets- en autoaccessoires.

## Geschiedenis
De naam Halfords komt oorspronkelijk uit Engeland. In 1892 begon de Engelsman Frederick W. Rushbrooke (1861-1953) een ijzergroothandel in Birmingham. De winkel verhuisde in 1902 naar Halford Street in Leicester (vandaar de naam Halfords), waar hij fietswaren begon te verkopen.
In 1931 opende het tweehonderdste filiaal en in 1945 werd de Birmingham Bicycle Company aangekocht. In 1968 opende het driehonderdste filiaal zijn deuren. In 1969 werd Halfords onderdeel van de voormalige Britse oliemaatschappij Burmah Oil. Denis Thatcher, echtgenoot van de latere Britse premier Margaret Thatcher, was toentertijd lid van de raad van bestuur. Het bedrijf kwam daarna in handen van achtereenvolgens de Ward White Group (1983), de Boots Group (1991) en CVC Capital Partners (2002), waarna het in 2004 een notering kreeg aan de London Stock Exchange. In 2005 ging Halfords een samenwerkingsverband aan met Autobacs Seven, een Japanse detailhandelaar in auto-onderdelen en -accessoires met filialen over de hele wereld. Dit bedrijf verwierf in december 2005 vijf procent van de aandelen.
In 2013 beschikte Halfords over 466 filialen verspreid over het Verenigd Koninkrijk en Ierland.

## Nederland en België

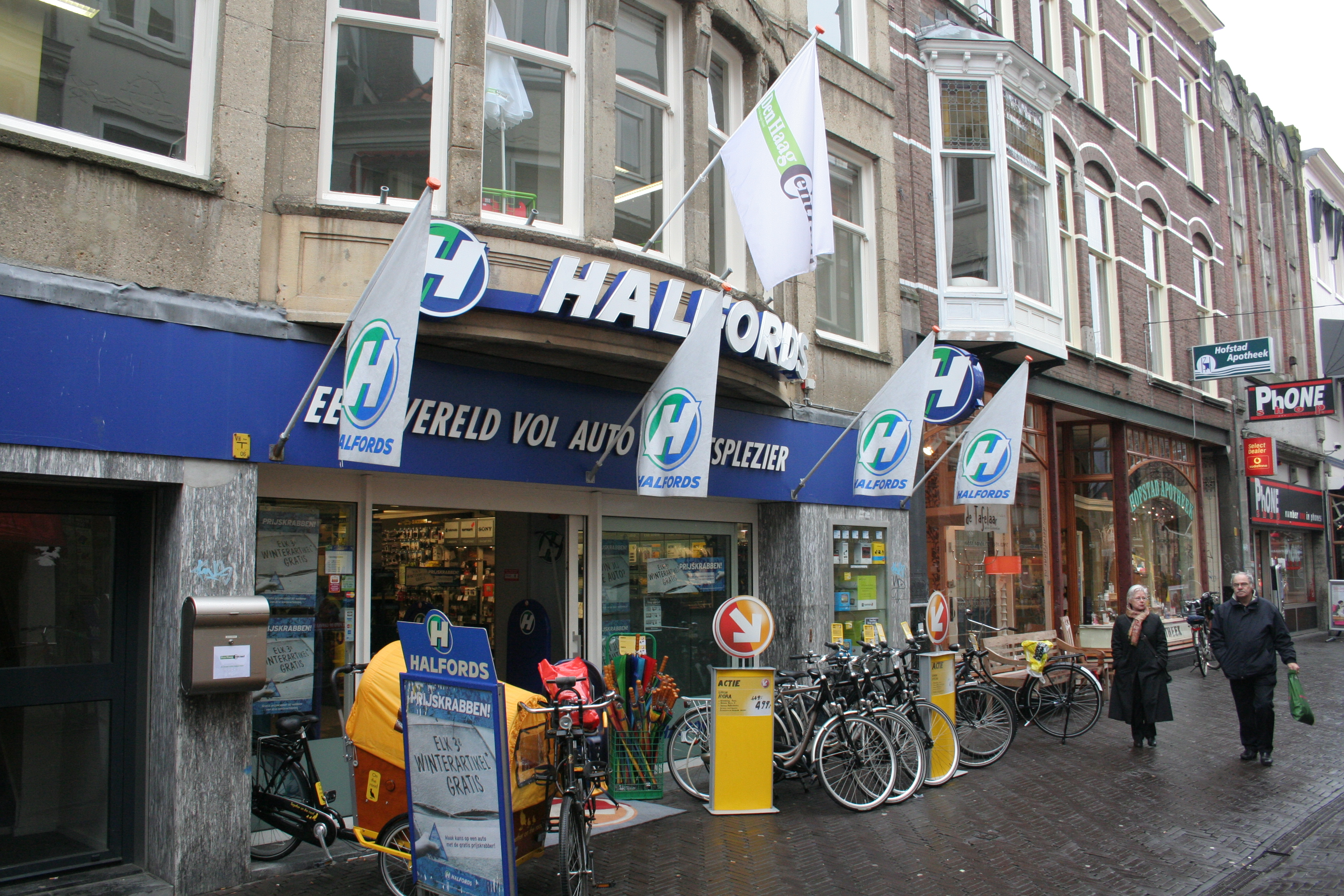
Een Halfords-vestiging in Den Haag (2008)

De eerste Halfordswinkels in Nederland werden in 1973 geopend. In 1986 nam de Nederlandse directie de formule, die toen 30 winkels telde, over. Het aantal vestigingen groeide sindsdien en het bedrijf breidde ook uit naar België, waar het tien winkels opende. In juni 2012 telde Halfords naar eigen zeggen ongeveer 160 winkels in Nederland en België samen; sindsdien nam het aantal iets af tot 130 vestigingen in 2014. De winkels in België zijn gesloten, wel is er in 2013 een Belgische webwinkel gestart.  
Sinds 1988 maakte Halfords deel uit van de automotive-divisie van het Nederlandse retailconcern Macintosh Retail Group. Door gewijzigde inzichten en tegenvallende resultaten stond de keten sinds de zomer van 2011 echter in de verkoop. Peter-Jan Stormmesand, die in maart 2012 algemeen directeur was geworden van Halfords, kocht het bedrijf per 30 juni 2013 voor één euro over van Macintosh – de tweede managementbuy-out dus in de geschiedenis van het bedrijf. Macintosh gaf hierna een kredietfaciliteit van 9,5 miljoen euro aan Halfords.
Het assortiment van Halfords bestaat uit autoradio's en andere autoaccessoires, fietsen en fietsaccessoires, navigatiesystemen, motorhelmen en -kleding, kampeerartikelen en producten waarmee ouderen mobiel kunnen blijven (rollators, scootmobielen, wandelstokken). Daarnaast hebben de winkels een werkplaats voor fietsreparaties.

### Faillissement en doorstart
Op 7 oktober 2014 werd het faillissement uitgesproken door de rechtbank Midden-Nederland voor de Nederlandse keten met 102 filialen waar 536 mensen werkten. Daarnaast waren er 28 zelfstandige franchisenemers, die buiten het faillissement vielen. Omdat een doorstart niet lukte, werden zeven weken later de filialen gesloten en alle werknemers ontslagen. De 28 zelfstandige franchisenemers bleven wel open. Franchisenemers en oud-personeelsleden hebben een aantal winkels uit de failliete boedel overgenomen. Halfords.2 bv zoals de nieuwe onderneming heet telde in 2016 49 winkels. Het hoofdkantoor staat in Veenendaal.